# Tanimoto Shinya
Shinya Tanimoto (sinh ngày 26 tháng 4 năm 1977) là một cầu thủ bóng đá người Nhật Bản.

## Sự nghiệp câu lạc bộ
Shinya Tanimoto đã từng chơi cho Yokohama Flügels.